# 沃努斯
沃努斯（法語：Venouse，法語發音：[vənuz]）是法国勃艮第-弗朗什-孔泰大区约讷省的一个市镇，属于欧塞尔区。

## 地理
沃努斯（47°53'44"N, 3°40'58"E）面积7.91 平方千米，位于法国勃艮第-弗朗什-孔泰大區约讷省，该省份为法国中北部内陆省份，西接卢瓦雷省，西北接塞纳-马恩省，南至涅夫勒省，东临科多尔省，东北与奥布省接壤。
与沃努斯接壤的市镇（或旧市镇、城区）包括：蓬蒂尼、利尼奥雷勒、蒙蒂尼拉雷勒、鲁夫赖。

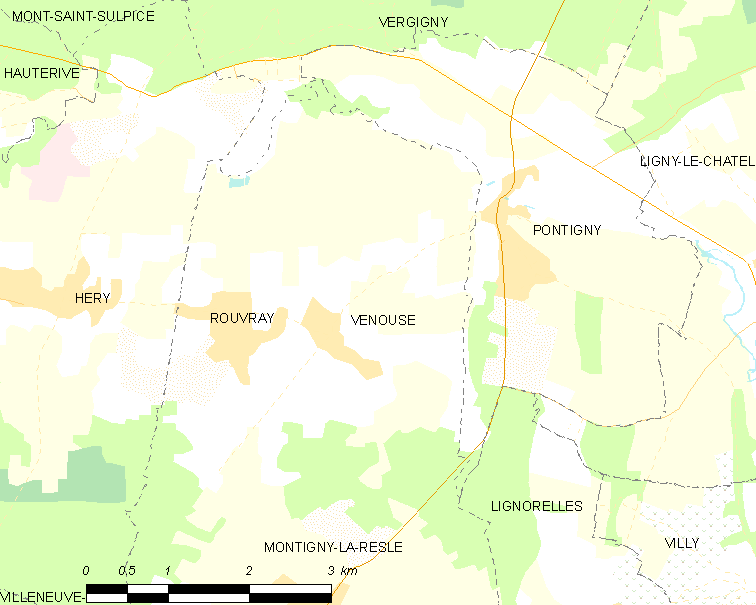
沃努斯的OSM定位图

沃努斯的时区为UTC+01:00、UTC+02:00（夏令时）。

## 行政
沃努斯的邮政编码为89230，INSEE市镇编码为89437。

## 政治
沃努斯所属的省级选区为沙布利县。

## 人口

1962-2008年间沃努斯人口变化图示

沃努斯于2022年1月1日时的人口数量为291人。